# 熊谷俊範
熊谷 俊範（くまがい としのり、1947年8月5日 - 2010年3月14日）は、日本の実業家、発明家。エイブルコーポレーション及びシングルロケ運営会社シティレジャーの創業者。日本アミューズメントマシン協会（JAMMA）理事、アミューズメントビジネス研究会（ABSG）会長などを歴任。JAMMA役員として倫理部会長、消費・流通部会長及び流通委員長、AMショー委員などを務めた。

## 経歴

### 生い立ち
1947年（昭和22年）8月5日、樺太泊居郡泊居町に4人兄弟の末っ子として出生。熊谷家は祖父の代から樺太に渡り、山や海での権利を持つ樺太きっての豪商であった。常時ロシア人の従業員が数百人働いており、商売も繁盛し、生活も豊かだった。父・英俊は商売に向かない性格で、国鉄（現：JR）に勤めるサラリーマンであった。一方、母・マルは商才に恵まれ祖父のあとを受けて家業を一手に切り盛りしていた。シーズンには大量に採れるニシンをムロに入れて貯蔵し、オフシーズンに販売するなどのアイデアを活かして、さらに家業を伸ばした。しかし、俊範が生まれた時には既に日本は終戦を迎えており、樺太に在住する日本人は明日をも知れぬ境遇に置かれていた。ロシア政府から、英俊がシベリアに行くことで、家族はその後も全員樺太に住むことができるという条件を提示されたもののマルはそれを拒否。当局との交渉の結果、家族全員の引き揚げが許可されたものの樺太で手にした全ての財産を没収され、一家は無一文で函館に上陸した。熊谷家はもともと古くから青森県青森市の郊外に住み着いた旧家で、熊谷直実の末裔であるという伝承があり、その墓も伝わっていた。しかし、祖父の代から樺太に渡って活動しており、終戦後の混乱の中では親戚の家をたらい回しにされる生活を余儀なくされていた。親戚の大半が農家で、その納屋に住まわせてもらい生活をしていた。小学校に入学するも、土地に根をはった家の子供でないという理由から俊範はかっこうのいじめの対象となった。最初はただ殴られ、倒れるだけだったものが、次第に後ろを向いて防御する姿勢を覚え、逃げることを覚え、防御のために手を出すことを身につけていき最終的にいじめは無くなったという。この経験が後にアミューズメント業界において立場の弱かったディストリビューターを取りまとめ、業界初の販社団体「アミューズメントビジネス研究会」を発足させるなど地位向上に取り組むきっかけの一つとなった。
沖館中学校に入学する頃には定住の場所を手に入れ、生活も安定し始めた。青森山田高校に入学すると、バスケットボール部に入部。顧問であった木村隆文との出会いをきっかけに大学受験を決意する。
高校卒業と同時に上京し、東洋大学経営学部経営学科に入学。豊島区池袋のアパートで暮らし、朝と昼は飲食店で皿洗いや出前をし、深夜は小石川の印刷工場で働き生計を立てた。

### 大学卒業から創業まで
大学卒業後、小豆相場を学びたいという理由から共栄物産に就職。本社勤務を命じられ、小豆相場に関わることができたものの、実際には小豆相場の勉強ができたわけではなく10ヶ月で退職。英語を習得するため翌年1月にアメリカへと渡った。シャーマンオークスのサンキスト・グローワーズで檸檬を採集するアルバイトをする傍ら、仕事仲間であった中南米からの移民との交流を行った。その後、本格的に英語の勉強を始めるためロサンゼルスに移り、英語専門学校に入学。リトル・トーキョーでアルバイトをする傍ら英語を勉強した。
帰国後は、イギリスの家庭用染料販売会社ダイロン・インターナショナルの日本支社ダイロン・ジャパンに入社。デパートや商業ビルなどの前でデモンストレーションと販売を行い、販路を拡大していった。固定給プラス売り上げ歩合の契約だったため、その成果は直接売り上げに反映されていき、収入もどんどん増えていった。しかし、他の社員との収入のバランスを取るためという理由で、当初5%だった歩合が3%に、そしてリピーターへの販売は歩合がなしに、さらには歩合が2%にまで引き下げられていったことから働く意欲が減退していった。

### 会社創業
染料販売に情熱を失っていた俊範は新たな道を歩むことを決意し、義兄・矢野俊一が経営していたゲーム機の販売会社ダイサン商事に入社。当時大流行したインベーダーをクレジットで販売するというアイデアを実行し、それが脱サラを期する人やリースを始める人に歓迎され喫茶店やインベーダーハウスなどに販路を拡大。しかし、経営者の義兄夫婦との行き違いがあり独立。1983年（昭和58年）4月に、エイブルコーポレーションを設立した。

### エイブル社長として
当初は電子部品や電源、ブラウン管等の輸出商社として営業していたが、設立から2年後にアミューズメント機器関連の国内販売事業に着手。当時、メーカーは基板にコネクターをつけて販売しておらず街の電気屋でそれを入手することはできなかった。ユーザーはメーカーに交渉してコネクターを入手する必要があった。その面倒を省くため、あらかじめコネクターを大量に仕入れ基板につけて販売することにより事業を拡大していった。その後も日本で初めてクレーンゲームの景品にぬいぐるみを使用するアイデアなどを考案し、それらを実行することで売上を伸ばした。低価格で高品質な製品を作れるという理由から韓国の企業に製作を依頼し、国内のぬいぐるみ景品シェア拡大を図った。その結果、1980年代後半には全国のゲームセンターでぬいぐるみが景品として使われるようになった。
1990年にはシングルロケ運営会社シティレジャーを設立。1995年には全国850店舗を運営し、保有マシン数は15000台を超えた。
1994年のザ・フラッシュ・チャンスを皮切りに大型機の開発に着手。その後もプロボウルシリーズやチャンスシリーズなど自社製品の開発を行った。それに加えてデイトナUSAやリッジレーサーなどの販売、魔法大作戦などの発売を行い1990年代には年商100億円前後を断続的に記録。ディストリビューター最大手と呼ばれるまでに会社を成長させた。
1994年2月には、当時メーカーに比べて立場の弱かったディストリビューターの地位向上と交流の場として業界初の販社団体アミューズメントビジネス研究会を発足させ同会会長に就任。ローラートロン社の湯本聖一と共に、販売網の強化とより発展的なマーケットの拡大に寄与した。
1996年1月に行われたエイブルサンクスツアーでは、ツアー先であったサイパンにて副知事夫妻及び老人福祉協会理事夫妻を来賓として招待した上で寄付金100万円を贈呈し現地テレビニュースや新聞で大きく取り上げられた。
1998年5月21日に日本アミューズメントマシン協会（JAMMA）理事に就任。1999年に起きたAMショー中古機出展禁止問題では当事者のママ・トップとその他各メーカーなど業界関係者との話し合いの場として「拡大流通委員会」を設けた上で、2000年1月に消費部会流通委員長として「中古機販売は必要不可欠である」との意見をまとめ、中古機販売は今後も行うことは当然としながらも、中古品をショーに出展することは反対する姿勢を取った。
2003年6月には音声機能付き歯ブラシメロピカで物販事業に参入。初参入製品ながらも、朝日や読売といった大手新聞をはじめ日経トレンディ、オレンジページ、ひよこクラブ等の雑誌などでも取り上げられ、半期出荷数は100万本に上った。2004年8月には、「アイディアと製品の魅力が直結しており、非常にわかりやすい形で製品化されている。歯磨き嫌いの子供が増加している現状に一石を投じる楽しい発明」との理由から朝日中小企業経営情報センターより優良商品として表彰された。その他にもアミューズメント業界初の自動おしぼり機MATEや、「子供の遊び場」の原型となった幼児用室内設備コンビキッズパティオなどを世に送り出した。
創業以来順調に進んでいた経営が、2005年8月に開発したマルチライブボディの生産遅れによる資金繰りの悪化を原因に下降し始める。2005年下半期の業績が過去最低の59億4100万円を記録し、そこへバブル期の不動産取得や先行資金需要の発生による借入金の増加の中での銀行の融資ストップが重くのしかかり経営を圧迫した。
2006年5月、民事再生手続を申請し同日保全命令を受けた。その後も経営続行による会社再建の意欲を示すものの同年8月に債権者であった加賀電子の申し出によりに経営権を7000万円で売却。加賀電子のアミューズメント部門（特機事業本部）に引き継がれ、のち子会社化された。（加賀アミューズメント）そのため、熊谷がエイブルコーポレーション社長時代に開発した製品及びそれらの販路等の一切の権利を失った。

### 晩年
加賀アミューズメントとして子会社化された後、元エイブル販売部長の大工原弘明が役員として就任。自らは代表取締役としての席を断り、2007年に株式会社エービーエルを設立。全ての権利を失った俊範は一からのスタートとなった。
唯一取引先として残ったマイルストーンとの仕事を重ね、再度売上を伸ばす。エイブル社時代にプリント倶楽部などの販売に携わったこと、自社製品としてシール丸くんなどのプリントシール系アーケードを開発したことから、それらのノウハウを元に2009年にアルバムスタジオを開発。全国への販売を計画し、再び勢いづけようしていたが、2010年3月14日に死去。享年63。

## 人物
- 経営方針は少数精鋭主義を取っており、1990年代の最盛期にも従業員数は30人を下回っていた。また人件費及び経費削減のため、営業マンにはセールスに歩かせず、営業活動は全て電話で行わせていた。売上の集金に出向く事もなく、全ての顧客から振込みで済ませていた。新規売り込みもさせず、新しい顧客は紹介があった場合と先方から申し込みがあった場合に限った。これらの営業形態は、アメリカ滞在中に見たカタログ販売を取り入れたものと言われている。[4]

- エイブル社の経営を軌道に乗せるきっかけとなったコネクター付随基板の販売について、「他では付いていないのが当たり前、エイブルは付いている、注文してもすぐに送る、これが我が社の価値だった。」と述べている[4]。

- ディストリビューターとして初めてフィードバックシステムを導入した[注 1][4]。

- エイブルサンクスツアーの際、往復の飛行機では一番敬遠されるエコノミークラスの一番後部のトイレの前に席を取るのが常であったという。その席に対し熊谷は、「招待客全員を見渡せる特等席」としていた。[4]

- 1994年12月の雑誌インタビューにて現職について聞かれた際、「アミューズメントを天職として幸せだ。日本ドリームを果たせる分野の一つであり、しかも最高のものではないか。」と答えている[4]。

## 主な特許取得開発製品

### 個人名義
- 景品自動排出装置[20][21]
- 音声機能を備えた幼児用歯ブラシ[22]
- 背中にメッシュ部を有するシャツ[23][24]
- ゲーム用銃[25]

### 会社名義
- 捕獲ゲーム装置[26]
- 捕獲ゲーム装置のクレーンアーム構造[27]
- 景品吊り下げ装置[28]
- 抽選機の玉出し装置[29]
- ビデオゲーム機筐体用スピーカー付き専用台[30]
- ゲーム装置[31]
- 景品選択ゲーム装置[32]
- 態様変化検知機構を備えた態位可変具[33]
- おまけゲームを付加する遊技機[34]
- ストラップ[35]
- 吊り下げ可能な装飾具[36]
- 選択ゲーム機能付き景品自動排出装置[37]
- キャッチャー装置[38]